# Кацмазов
Кацмазов (укр. Кацмазів) — село на Украине, находится в Жмеринском районе Винницкой области.
Код КОАТУУ — 0521082803. Население по переписи 2001 года составляет 993 человека. Почтовый индекс — 23153. Телефонный код — 4332.
Занимает площадь 4,344 км².

## Религия
В селе действует храм Покрова Пресвятой Богородицы Жмеринского благочиния Винницкой епархии Украинской православной церкви.

## Известные люди
В селе родились:
- Абрамов, Тихон Порфирьевич — Герой Советского Союза.
- Загнитко, Анатолий Афанасьевич — украинский филолог.

## Адрес местного совета
23153, Винницкая область, Жмеринский р-н, с. Кацмазов, ул. Шляховая